# Trimalaconothrus scutatus
Trimalaconothrus scutatus är en kvalsterart som beskrevs av Mihelcic 1959. Trimalaconothrus scutatus ingår i släktet Trimalaconothrus och familjen Malaconothridae. Inga underarter finns listade i Catalogue of Life.